# スポーツ鍼灸
スポーツ鍼灸（スポーツしんきゅう）とは、スポーツ選手の疲労回復やコンディション維持、故障の治療に特化した鍼灸施術である。

## 概要
スポーツ分野での鍼灸師は、トップアスリートやスポーツ愛好家のスポーツ障害の治療や予防、コンディショニングを中心に行うスポーツトレーナー的役割として位置づけられてきた。スポーツ分野の鍼灸のテーマは、スポーツ外傷・障害の治療・スポーツ選手の体調管理・生活習慣病の予防・競技パフォーマンスの向上など多岐にわたっている。近年は鍼灸師を養成する大学や専門学校でも、スポーツトレーナー資格を銘打った学科やコースを設置する場合も見られる。
スポーツ鍼灸師には、「治療の手技のみに関心を寄せず、スポーツ医療全体像を理解した上で、自分の業務範囲は、その中の一部であることを認識すること」「スポーツに関わる医療スタッフとしての自覚を持ち、他の専門家スタッフの立場を理解し、対話を持ちながら活動すること」「スポーツの傷害を全て鍼灸治療で処置しようとせず、適切な処置を選択できること」「傷害に対してに除痛のみに走らず、再発予防や機能回復までを考慮した上で対処していくこと」が求められる。
公益団法人全日本鍼灸学会がスポーツ鍼灸委員会を設けているほか、社団法人全日本鍼灸マッサージ師会もスポーツ事業委員会を設置して、研究・普及に努めている。